# Maesa glomerata
Maesa glomerata är en viveväxtart som beskrevs av Kai Larsen och C.M. Hu. Maesa glomerata ingår i släktet Maesa och familjen viveväxter. Inga underarter finns listade i Catalogue of Life.